# ショルティ (小惑星)
ショルティ (6974 Solti) は、小惑星帯に位置する小惑星。
アメリカの天文学者ヘンリー・ホルトがパロマー天文台で発見した。
ハンガリー出身の指揮者であるゲオルク・ショルティから命名された。